# Acetofenone azina
L'acetofenone azina è un composto chimico di formula C16H16N2 che in condizioni normali si presenta come un solido bianco giallastro.

## Storia
La sostanza venne scoperta per la prima volta tra il 2016 e il 2017 durante uno studio su tre severi casi di dermatite da contatto in bambini che indossavano parastinchi. Un quarto caso venne riportato nel 2017 relativo ad un giocatore di hockey. L'American Contact Dermatitis Society scelse l'acetofenone azina come allergene dell'anno nel 2021.

## Caratteristiche strutturali e fisiche
Il composto presenta le seguenti caratteristiche:
- due accettori di legami a idrogeno
- due elementi stereogenici
- massa monoisotopica = 236,131348519 g/mol
- area superficiale accessibile risulta pari a 24.7Å²
- 18 atomi pesanti

Per quanto riguarda invece gli spettri della sostanza si noti che:
- lo spettro NMR in CDCl3 mostra un picco a 7,89 ppm
- lo spettro GC-MS mostra tre picchi significativi a 77, 221 e 236 m/z
- lo spettro UV mostra un picco di assorbanza tra 239 e 248 nm
- lo spettro IR mostra un picco di assorbanza tra 2.800 e 3160 cm−1

## Sintesi del composto
L'acetofenone azina può essere sintetizzata dalla reazione tra l'idrazina e l'acetofenone:
{\displaystyle {\ce {N2H4 + C8H8O -> C16H16N2}}}

## Reattività e caratteristiche chimiche
Uno studio ha stabilito che la sostanza viene idrolizzata del 30-40% dopo 24 ore, del 95% dopo 72 ore e dopo 120 ore ne rimangono solo delle tracce, La reazione è la seguente:
{\displaystyle {\ce {C16H16N2 + H2O -> C8H8O}}}

## Tossicologia
Il composto è stato identificato come irritante per la pelle nei bambini che utilizzavano parastinchi e scarpini contenenti schiume a base di EVA di cui risulta essere un prodotto di degradazione. Il composto è stato rinvenuto nello specifico in:
- calzini
- scarpe (rivestimento e lingua)
- parastinchi
- solette

Secondo l'EFSA, sulla basa della massa molecolare del composto e il suo coefficiente di ripartizione, l'acetofenone azina e potenzialmente assorbibile a livello dermico e dunque risulta potenzialmente irritante. La dermatite da contatto causata da questa sostanza si presenta inizialmente nel solo punto di contatto ma può svilupparsi in una dermatite generalizzata.

## Applicazioni
L'acetofenone azina viene utilizzata come intermedio sintetico nell'industria chimica.

## Impatto ambientale
La sostanza è considerata molto tossica per gli organismi acquatici.

## Legislazione
Negli Stati Uniti la sostanza è inserita nell'elenco dei composti chimici regolati dal Toxic Substances Control Act (TSCA).
In Europa la sostanza è sottoposta a:
- Regolamento REACH Allegato III: criteria for 1 - 10 tonne registered substances
- CAD - Chemical Agents Directive, Articolo 2(b)(i) - Hazardous Agents
- Regolamento sui prodotti da costruzione - Allegato I (3) - Hazardous Substances
- Regolamento sui prodotti da costruzione - Articolo 6(5) - SDS and Declaration
- Ecolabel - Restrictions for Hazardous Substances/Mixtures
- EU. Regolamento sulla sicurezza generale dei prodotti (2001/95/EC), 15 gennaio 2002, modificata dal Reg 596/2009/EC, 18 luglio 2009
- Regolamento (UE) 2017/746 del Parlamento Europeo e del Consiglio del 5 aprile 2017 relativo ai dispositivi medico-diagnostici in vitro - Hazardous Substances
- EU. Hazardous Substances for Purposes of Directive 2008/56/EC (Marine Strategy Framework Directive), 25 giugno 2008, modificata dalla Direttiva 2017/845/EU, 18 Maggio 2017
- EU. Lista non esaustiva di sostanze proibite, Direttiva 94/33/EC sui giovani al lavoro, 20 Agosto 1994, come modificata dalla Dir 2014/27/EU, 5 Marzo 2014 (sulla base della Tabella 3 dell'Allegato VI al CLP, inter alia)
- EU. Hazardous Substances for Purposes of Directive 89/391/EEC, 29 Giugno 1989, modificata dal Regolamento 1137/2008/EC, 21 Novembre 2008 (Tabella 3/Allegato VI, CLP; Allegato III, 2000/54/EC)
- EU. Workplace Signage: Allegati I e III, Direttiva 92/58/EEC, modificata dalla Direttiva 2014/27/EU, 5 marzo 2014
- EU. Substances according to Hazardous Waste Properties: Allegato III, Direttiva 2008/98/EC, 22 novembre 2008, modificata dalla Direttiva 2018/851/EU, 14 giugno 2018